# Fungia moluccensis
Espèce
Statut CITES
Fungia moluccensis est une espèce de coraux appartenant à la famille des Fungiidae.